# Уахби Хазри
Уахби Хазри (на арабски: وهبي خزري) е тунизийски футболист, който играе на поста атакуващ полузащитник. Състезател на френския Монпелие и националния отбор на Тунис. Участник на Мондиал 2018 и Мондиал 2022.

## Успехи

### Сент-Етиен
- Полуфиналист в Купата на Франция (1): 2019/20[1]